# Pim Verbeek
Peter Tim Verbeek, mais conhecido como Pim Verbeek (Roterdam, 12 de março de 1956 – 28 de novembro de 2019) foi um futebolista e treinador de futebol dos Países Baixos, sendo Omã seu último trabalho.

## Carreira
Foi futebolista das equipes NAC Breda, Roda JC e Sparta Roterdã. 
Como treinador, dirigiu, entre outros, o Feyenoord. Participou como assistente técnico da Seleção Sul-Coreana de Futebol de Guus Hiddink na Copa do Mundo FIFA de 2002, e de Dick Advocaat pela mesma seleção na Copa do Mundo FIFA de 2006. Em dezembro de 2007 assumiu a Seleção Australiana de Futebol para classificá-la e disputar a Copa do Mundo FIFA de 2010.
Dirigiu elenco da Seleção Marroquina de Futebol nas Olimpíadas de 2012.
Verbeek morreu aos 63 anos no dia 28 de novembro de 2019 em decorrência de um câncer.